# Amolops dafangensis
Amolops dafangensis — вид жаб родини жаб'ячих (Ranidae). Описаний у 2024 році.

## Назва
Видова назва dafangensis вказує на типове місцезнаходження виду.

## Поширення
Ендемік Китаю. Відомий лише у типовому місцезнаходженні — повіт Дафан в окрузі Біцзе на заході провінції Гуйчжоу. Мешкає на висоті 1300 м над рівнем моря.

## Опис
Amolops dafangensis нагадує представників групи Amolops mantzorum за відсутністю справжніх дорсолатеральних складок і наявністю навколокрайової борозни на диску першого пальця. Тарзальна складка та тарзальні залози відсутні, а на першому пальці самців є шлюбна подушечка.
Amolops dafangensis можна відрізнити від інших конгенерів за такими ознаками: розмір тіла помірний (SVL 43,2 — 46,8 мм у самців); довжина голови трохи більша за ширину; барабанна перетинка чітка, овальна; голосові мішки відсутні; присутні зуби сошника; дорсолатеральні складки слабкі, утворені серією залоз; шлюбні подушечки, присутні на основі пальця I; п'яти перекриваються, коли стегна розташовані під прямим кутом до тіла; великогомілково-тарзальний суглоб досягає рівня далеко за кінчик морди, коли нога витягнута вперед.